# دخول غلاف المريخ الجوي

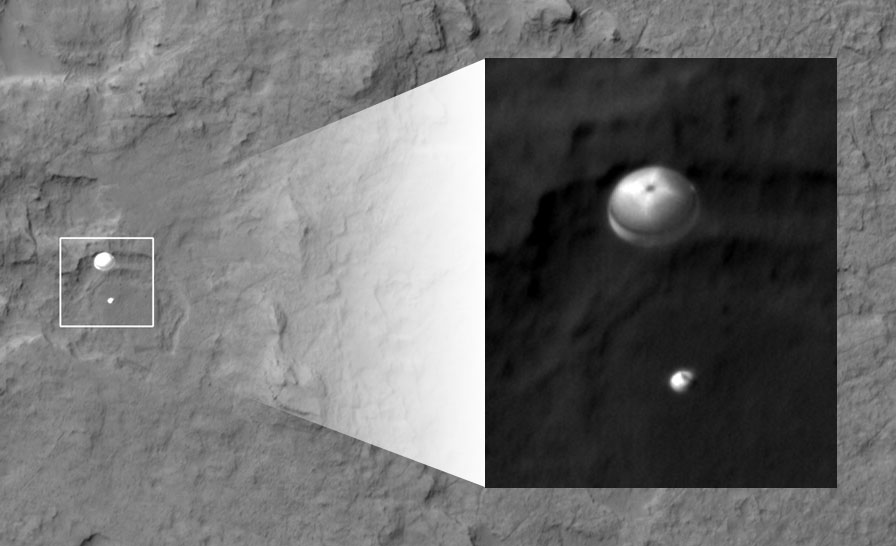

دخول غلاف المريخ الجوي هو دخول مركبة فضائية في الغلاف الجوي المريخي. يؤدي الدخول بسرعة عالية في الغلاف الجوي للمريخ إلى تشكل بلازما من ثاني أكسيد الكربون والنيتروجين الجزيئي، خلافًا للأكسجين والنيتروجين الجزيئيين في الغلاف الجوي الأرضي. يتأثر دخول غلاف المريخ الجوي بالتأثيرات الإشعاعية لغاز ثاني أكسيد الكربون الساخن وغبار المريخ المُعلق في الهواء. تشمل أنظمة الطيران للدخول والنزول والهبوط أنظمة الالتقاط الهوائي، والأنظمة الأسرع من الصوت، والأسرع من الصوت بكثير، والأنظمة دون سرعة الصوت.

## نظرة عامة
استُخدمت أنظمة الحماية الحرارية والاحتكاك الجوي تاريخيًا لتقليل معظم الطاقة الحركية الواجب التخلص منها قبل الهبوط، مع المظلات، وأحيانًا، تُستخدم دفعة أخيرة من الكبح الصاروخي لتحقيق الهبوط النهائي. تُجرى بحوث عن الكبح الصاروخي عالي السرعة على ارتفاعات عالية استعدادًا لرحلات النقل المستقبلية ذات الحمولات الثقيلة.
على سبيل المثال، دخلت مركبة مارس باثفايدنر الغلاف الجوي المريخي في عام 1997. قبل الدخول بنحو 30 دقيقة، انفصلت مرحلة النقل وكبسولة الدخول. عندما دخلت الكبسولة الغلاف الجوي، تباطأت من سرعة 7.3 كيلومتر/ثانية إلى 0.4 كيلومتر/ ثانية تقريبًا (16330 ميل/الساعة إلى 900 ميل/الساعة) خلال ثلاث دقائق. أثناء نزولها، نُشرت المظلة لإبطائها أكثر، وبعد وقت قصير، انفصل الدرع الحراري. أثناء الدخول، أُرسِلت إشارة إلى الأرض، بما في ذلك إشارات عن الأحداث المهمة لعملة الهبوط.
بعض الأمثلة على المركبات الفضائية التي حاولت الهبوط على سطح المريخ:
مارس 2 (فُقدت)
مارس 3 (فُقدت)
مارس 6 (فُقدت)
فايكنغ 1 (دخلت الغلاف الجوي المريخي عام 1975)
فايكنغ 2 (دخلت الغلاف الجوي المريخي عام 1975)
مارس باثفايندر (دخلت الغلاف الجوي المريخي عام 1997)
بيغل (فُقدت، تم تأكيد هبوطها لكن جرى التخلي عنها في 2015)
إم إي آر إيه
إم إي آر بي
مركبة الهبوط على قطب المريخ (فُقدت)
دييب سبيس 2 (فُقدت)
مركبة الهبوط فينيكس
مختبر علوم المريخ (كيوريوسيتي روفر)
مركبة الهبوط شيابريلي إي دي إم (فُقدت)
مركبة الهبوط إنسايت (دخلت الغلاف الجوي المريخي عام 2018)